# Polylepis hieronymi
Polylepis hieronymi là một loài thực vật thuộc họ Rosaceae. Loài này có ở Argentina và Bolivia. Chúng hiện đang bị đe dọa vì mất môi trường sống.